# Castell de la Bisbal del Penedès
El Castell de la Bisbal del Penedès és un edifici gairebé desaparegut a la Bisbal del Penedès, però igualment declarat bé cultural d'interès nacional.

## Descripció
El castell era prop la plaça. S'ensorrà a finals del segle xix i en resten murs antics aprofitats per cases posteriors.
El castell de la Bisbal només es pot reconstruir a partir de les poques restes que avui es poden veure, ja que s'ensulsià a finals del segle xix i al seu emplaçament s'han edificat habitatges particulars. En les parts menys modificades es poden observar unes grans arcades de mig punt de pedra que se suposa que pertanyen a la planta baixa del castell, així com altres restes, l'escut dels Salbà, i una arcada apuntada al pis de dalt. L'ajuntament va iniciar la tasca de restauració d'aquest edifici militar cap als anys 1980.
La plaça s'ha arreglat sense tocar l'edifici.

## Història
Va ser un castell termenat documentat el 1301.
L'existència de la família Salbà (Çalbà, Zalbà) al castell de la Bisbal és ja clarament documentada el 1330 quan Guillem Salbà, castellà i senyor de la Bisbal, realitzà el seu testament.
Els Salbà procedeixen del lloc de l'Albà, avui despoblat, del terme d'Aiguamúrcia, a la comarca de l'Alt Camp. A partir del segle xv s'anomenen Barons de la Bisbal. Es van mantenir en possessió del castell per moltes generacions. Durant la guerra contra Joan II, Bernat Salbà es posà al servei del rei Joan. La seva fidelitat li valgué prerrogatives quasi il·limitades al castell i al terme de la Bisbal. Al segle xvii, per entroncaments familiars, la senyoria passà als Vilallonga i al segle xviii es produeix la decadència d'aquesta família i el castell és abandonat.